# Амадей Савойський, герцог Аостський
Амадей Савойський, герцог Аостський (італ. Amedeo Umberto Lorenzo Marco Paolo Isabella Luigi Filippo Maria Giuseppe Giovanni; 21 жовтня 1898, Турин, Королівство Італія — 3 березня 1942, Найробі, Британська Кенія) — італійський військовий діяч, авіатор, член королівської родини. У 1937 році очолив італійську окупаційну адміністрацію в Ефіопії, замінивши на цій посаді Родольфо Граціані. Після провалу кампанії в Східній Африці потрапив до британського полону, перебуваючи в якому невдовзі помер від малярії та туберкульозу.

## Ранні роки
Амадей народився 21 жовтня 1898 року в Турині у сім'ї Еммануїла Філіберта та Єлени Орлеанської. У 9 років його віддали до школи-інтернату Святого Андрія (Лондон), де він прекрасно вивчив англійську мову. Через шість років Амадей повернувся додому та вступив до Військової академії Нунціатела, воліючи по її завершенню побудувати успішну кар'єру військового.

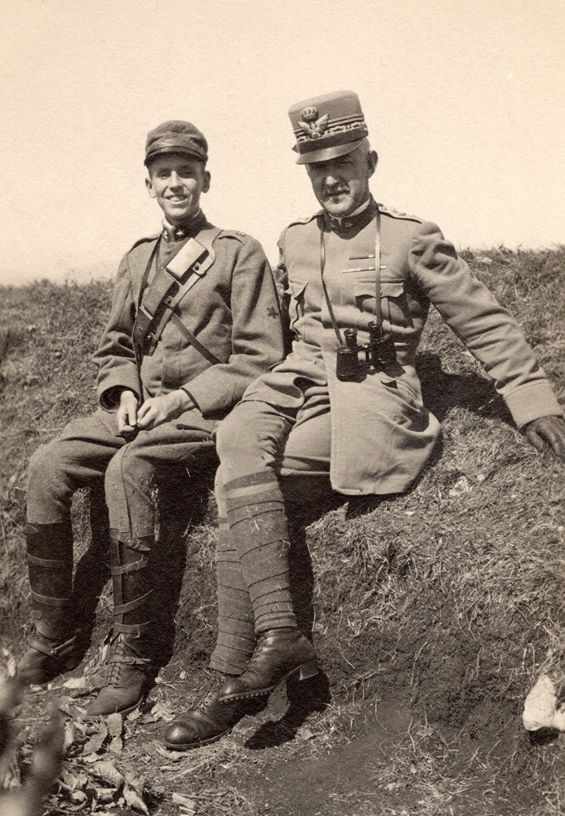
Амадей Савойський зі своїм батьком, 1916 рік

Навчаючись в академії, Амадей зіштовхнувся з надмірним формалізмом. Так ніхто з його однокурсників не мав права звертатися до нього першим, а якщо до них звертався сам Амадей, то відповідати можна було лише в два способи: «Так, Ваша Королівська Величносте» або «Ні, Ваша Королівська Величносте». За це юнак зненавидів подібну регламентацію поведінки та формалізм, вимагаючи від свої друзів розмовляти неофіційно та в дружній, а не шанобливій манері.

## Перша світова війна та міжвоєнний період
Після вступу Італії в Першу світову війну юний Амадей добровольцем вирушив на фронт, приставши до полку кінної артилерії. Пізніше його батько особисто наказав командиру частини не надавати своєму синові жодних привілеїв у ставленні до нього та вважати його звичайним солдатом, а не нащадком королівської родини. Тому невдовзі Амадей потрапив на найгарячіші ділянки фронту, спершу перебуваючи в званні капрала, пізніше — лейтенанта, а з 1917 року — капітана. 
Після завершення конфлікту Амадей у 1920 році отримав атестат про завершення середньої школи в Палермо.
У 1921 році Амадей був змушений виїхати до Бельгійського Конго. Причиною цього став недолугий жарт на адресу короля Віктора Емануїла ІІІ та його дружини на одному з балів. Побачивши монарха та його дружину, Амадей назвав їх «Куртатоне і Монтанара», натякаючи на низький зріст короля та батьківщину королеви — Чорногорію. Вже наступного дня маршала Філіберта викликали на аудієнцію до Віктора Емануїла ІІІ. Тому Амадей був змушений відправитися до Африки, де під чужим іменем зумів влаштуватися працювати на миловарну фабрику, що розташовувалася на території теперішнього Кісангані.

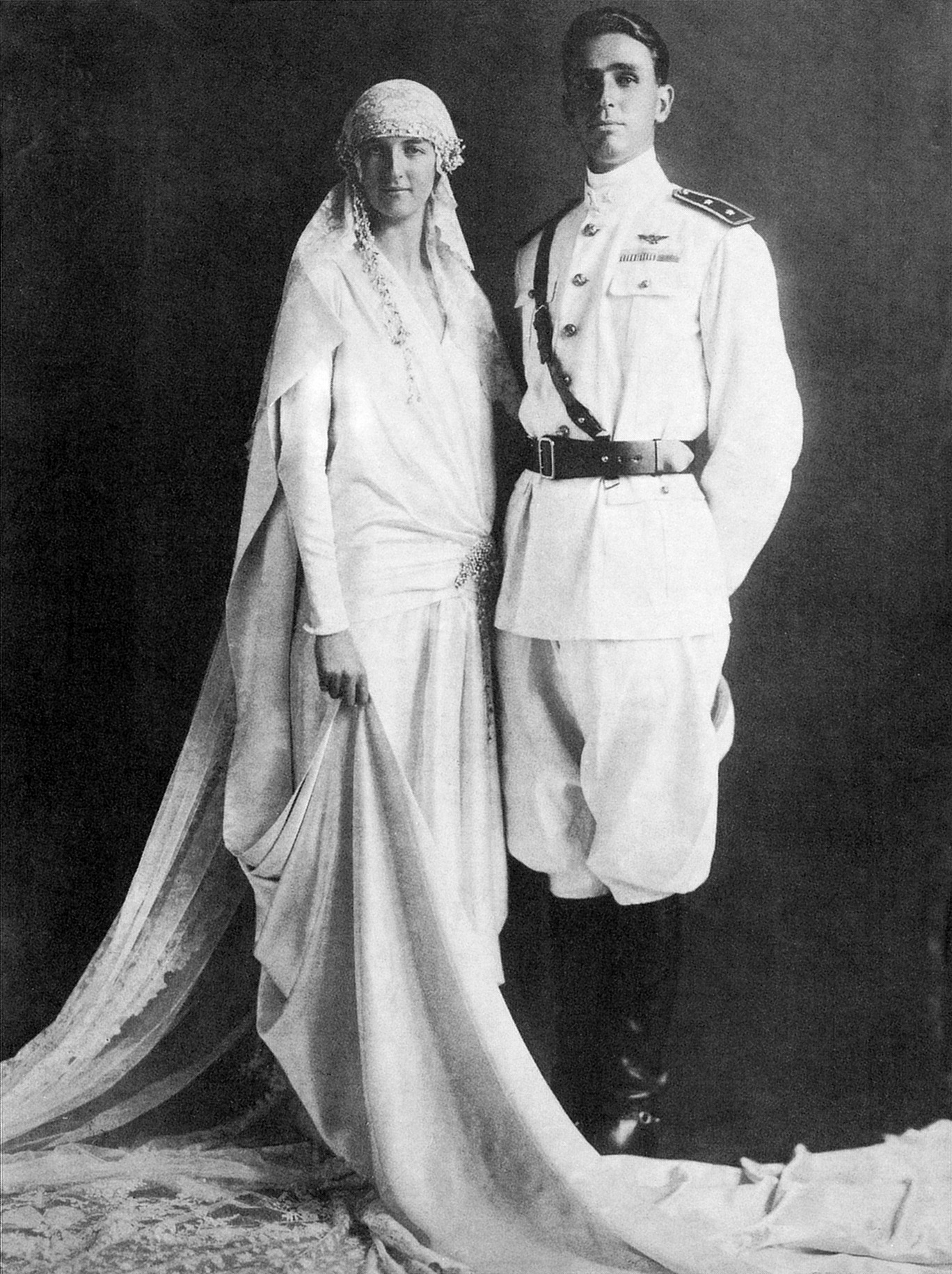
Амадей Савойський зі своєю дружиною, 1927 рік

1923 року Амадей повернувся до Італії та знову вступив до армії, отримавши звання майора, та паралельно з цим вступив на юридичний факультет Палермського університету. Пізніше захистив дисертацію на тему «Концепції, що лежать в основі правових відносин між сучасними державами та корінним населенням», у якій висвітлював думку про те, що насильне нав'язування населенню колоній суверенітету метрополії є неефективним та не матиме позитивного результату. Натомість зазначав, що потрібно діяти шляхом забезпечення для населення покращення умов життя, адже лише тоді вдасться здобути його прихильність.
24 липня 1926 року Амадей завершив курси пілотів та отримав посвідчення авіатора. Невдовзі він знову вирушив до Африки, де провів велику кількість розвідувальних та бойових польотів над Киренаїкою. У 1931 році після смерті батька Амадей прийняв титул герцога Аостського та невдовзі очолив 23-й полк польової артилерії, що дислокувався в Трієсті. 
1932 року Амадей отримав звання полковника та призначення до Королівський повітряних сил Італії, очоливши 21-е з'єднання розвідувальної авіації, що розташовувалося в аеропорту Горіції. 1 травня 1933 року він прийняв командування 4-м з'єднанням винищувальної авіації, а вже 1 березня 1934 року отримав звання генерала повітряної бригади та очолив 3-ю авіаційну бригаду, розмішену в Горіції. Після початку війни з Ефіопією молодий герцог рвався на фронт, проте король особисто відмовив йому в цьому, мотивуючи своє рішення статусом Амадея як потенційного наслідника трону. 
1936 року Амадей отримав звання генерала повітряної дивізії та прийняв командування 1-ю авіаційною дивізією в Аквілеї, а 16 листопада 1937 року став генералом повітряного корпусу.
21 грудня 1937 року Амадей замість Родольфо Граціані очолив італійську окупаційну адміністрацію в Ефіопії та загалом у Східній Африці. Попри свої попередні ліберальні погляди, він не заборонив італійським військам використовувати отруйні гази для придушення опору ефіопського народу. 

## Друга світова війна та смерть
У 1940 році Амадей отримав звання генерала повітряної армії, а після початку Другої світової війни командував італійськими військам під час кампанії у Східній Африці, проте не зміг організувати належний спротив ворогу через брак живої сили та змушений був відступити до Ефіопських гір для утримання останнього рубежу оборони.

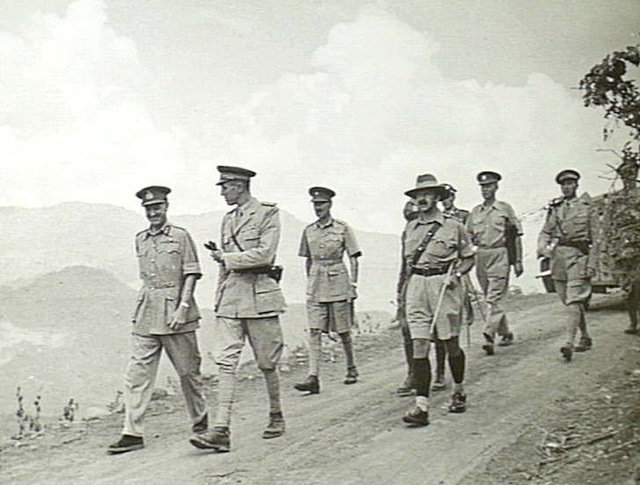
Амадей Савойський здається в британський полон

Тут Амадей тримав оборону у період із 17 квітня до 17 травня 1941 року, очолюючи загін загальною чисельністю в 10 000 осіб, який протистояв учетверо переважаючим силам британців. Італійці проявили велику мужність, але через недостачу води та їжі були змушені здатися в полон британцям. 14 травня 1941 року Муссоліні офіційно дозволив почати переговори із союниками про капітуляцію. Парламентером обрали генерала Вольпіні, який, однак, був убитий ефіопськими повстанцями. 
17 травня 1941 року умови капітуляції були повністю узгоджені. 
19 травня 1941 року в полон здався і сам Амадей Савойський. Разом зі своїм ад'ютантом він був відправлений до Кенії, де невдовзі заразився малярією. У листопаді він повністю зліг. Лише в січні герцога відвідав лікар та діагностував у нього малярію та туберкульоз, що означало вірну смерть. Помер Амадей Савойський 3 березня 1942 року.  